# Dreieinigkeitskirche (Halle)

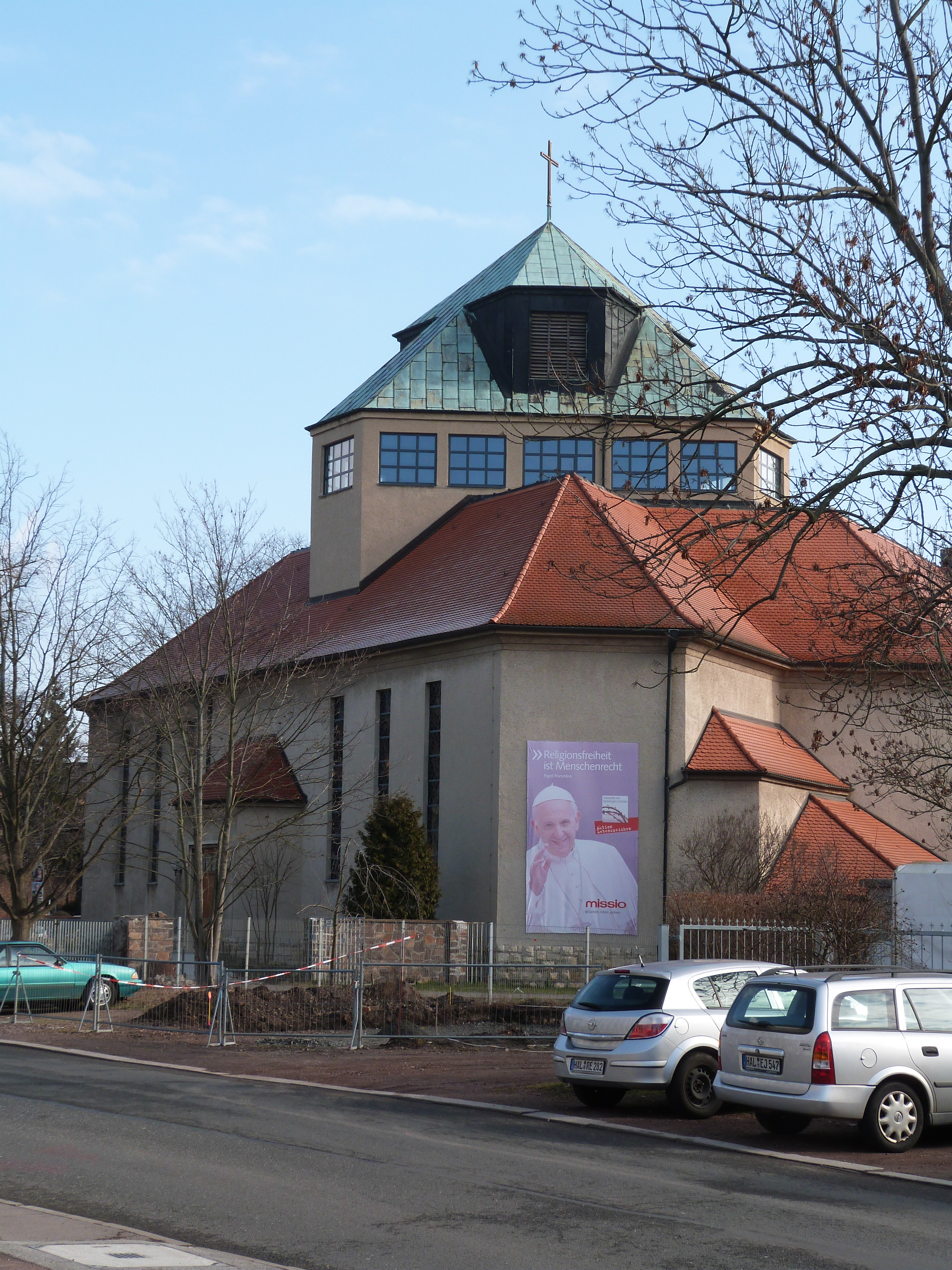
Dreieinigkeitskirche in Halle (Saale)

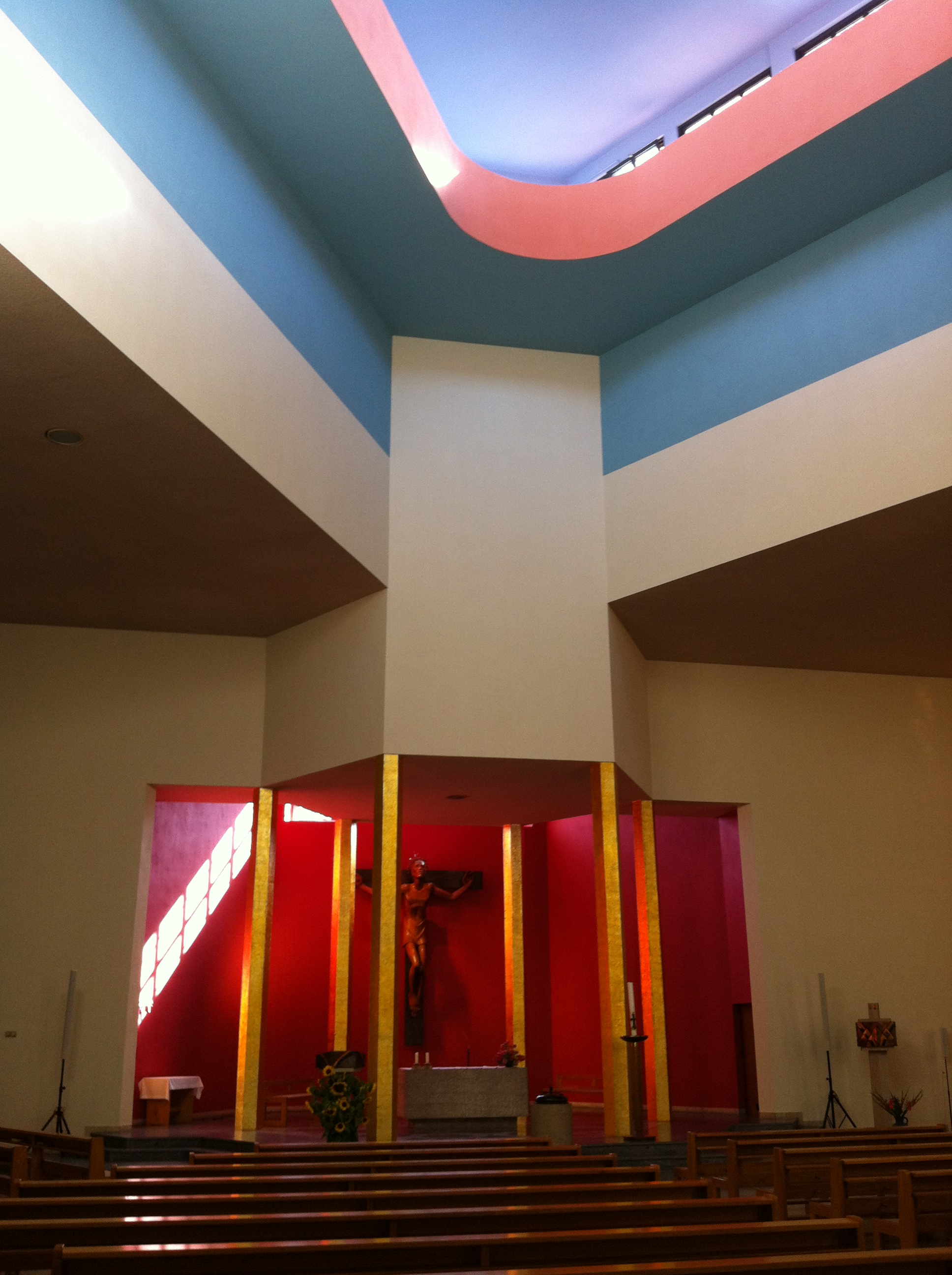
Innenraum der Kirche

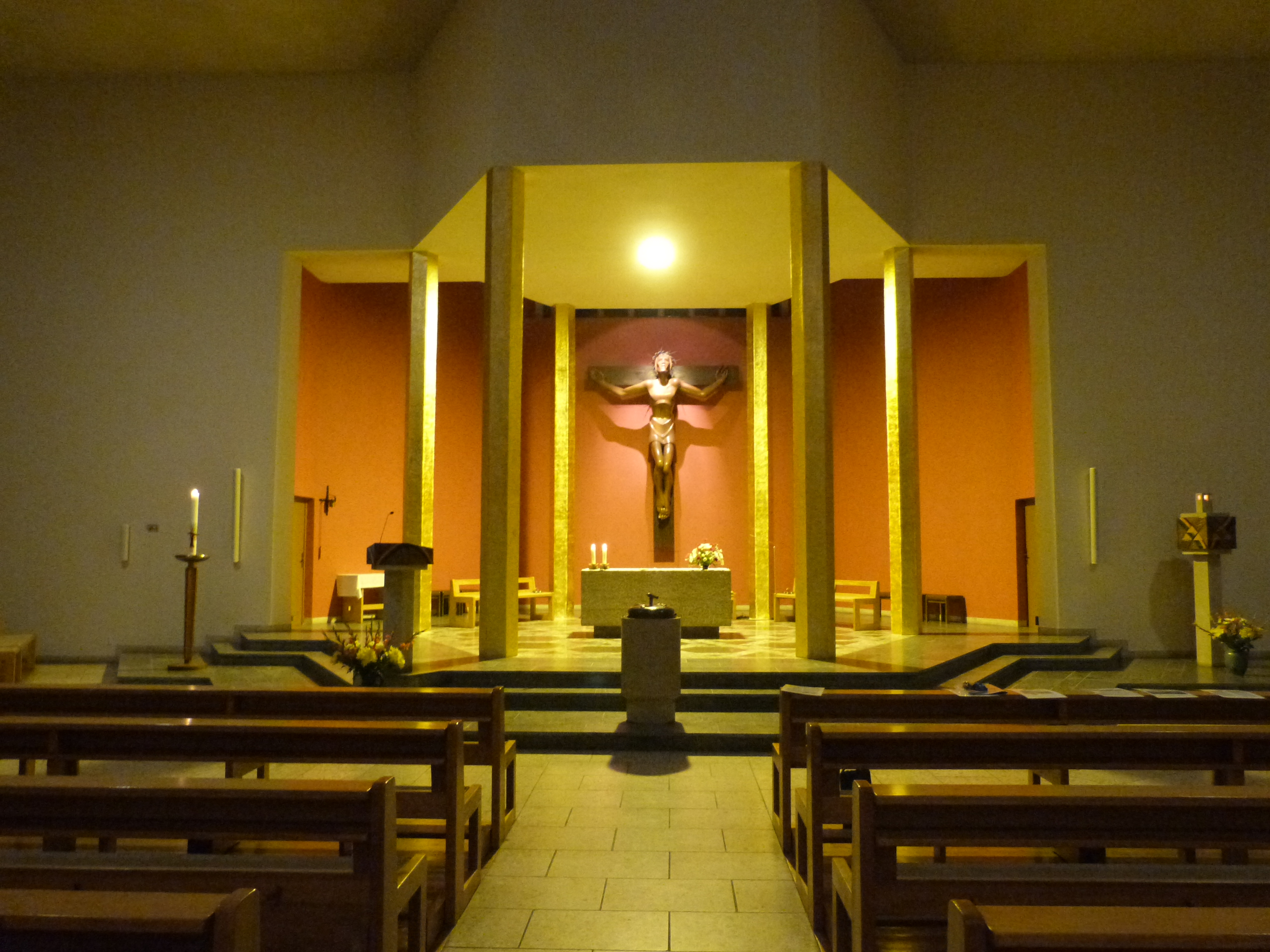
Altarraum

Die Kirche Zur Heiligsten Dreieinigkeit ist eine römisch-katholische Pfarrkirche im Süden der Stadt Halle (Saale) in Sachsen-Anhalt. Das Gotteshaus wurde 1929 bis 1930 von Wilhelm Ulrich als Zentralbau erschaffen und ist im Denkmalverzeichnis des Landes Sachsen-Anhalt unter der Erfassungsnummer 094 04818 als Baudenkmal aufgeführt. Das Gebäude wurde an die Klausurbauten des nahen halleschen Franziskanerklosters angebaut, die 1923/24 errichtet worden waren.

## Geschichte
Nachdem vom Ende des 19. Jahrhunderts an im Süden von Halle, im heutigen Stadtviertel Lutherplatz/Thüringer Bahnhof, durch die Ansiedelung von Industriebetrieben und den Bau von Wohnhäusern die Zahl der Katholiken zugenommen hatte, wurde im April 1905 der Priester Paul Hucke mit ihrer seelsorglichen Betreuung beauftragt, wodurch die katholische Kirchengemeinde Halle-Süd begründet wurde. Im Süden von Halle besaß die Pfarrei Halle (Altstadt) ein an der Barbarastraße nahe dem St.-Barbara-Krankenhaus gelegenes Haus, das über die Hauskapelle St. Barbara verfügte.
Im April 1920 hatten drei Franziskanerpatres in der Propsteigemeinde in Halle mit Erfolg eine Volksmission durchgeführt, was den Pfarrer der Gemeinde, Dechant Robert Heddergott veranlasste, die Franziskaner zu bitten, in Halle-Süd eine Ordensniederlassung zu gründen und die Seelsorge für die Kirchengemeinde Halle-Süd zu übernehmen. Am 3. September 1920 kam es im Süden Halles zur Gründung einer Niederlassung durch die Sächsische Franziskanerprovinz vom Heiligen Kreuz, zunächst in dem der Pfarrei Halle gehörenden Haus an der Barbarastraße. Pater Erasmus Baumeister OFM (1874–1959) wurde Pfarrvikar der Kirchengemeinde Halle-Süd, zu der 1922 schon über 1.500 Katholiken gehörten.
1921 erfolgte der Erwerb des Grundstücks an der Lauchstädter Straße. Bedingt durch die Inflation konnte zunächst nur ein Teil der geplanten Bauten realisiert werden, sie entstanden nach Plänen des Architekten Clemens Lohmer aus Leipzig. 1923/24 erfolgte der Bau des Franziskanerklosters, es verfügte über eine Hauskapelle (Betsaal) und wurde am 10. August 1924 geweiht.
Am 1. Februar 1923 erfolgte die Errichtung der Filialkirchengemeinde St. Barbara als Tochtergemeinde der Pfarrei Halle (Altstadt), aus der später die Dreieinigkeitsgemeinde entstand. Die Grundsteinlegung für die Dreieinigkeitskirche erfolgte am 16. Juni 1929, die Kirchweihe nahm am 28. August 1930 Caspar Klein, der Erzbischof des Erzbistums Paderborn, zu dem Halle damals gehörte, vor. Zum 1. April 1944 erfolgte die Erhebung der Filialkirchengemeinde Halle-Süd zur selbstständigen Pfarrei.
Nach dem Zweiten Vatikanischen Konzil erfolgte in den 1970er Jahren eine Umgestaltung des Innenraumes. Der bisherige Hochaltar, die vier Seitenaltäre und die Kanzel wurden entfernt.
Am 1. März 2006 wurde der Gemeindeverbund Halle Süd (Dreieinigkeit – St. Marien – Gröbers) errichtet, in dem die Dreieinigkeitskirche und die St.-Marien-Kirche in Halle sowie die St.-Marien-Kirche in Gröbers zusammengeschlossen wurden. Am 1. Oktober 2006 kam noch die St.-Albanus-Kirche in Schkeuditz hinzu. Damals gehörten rund 2.000 Katholiken zur Pfarrei Dreieinigkeit.
Am 2. Mai 2010 entstand aus dem Gemeindeverbund die heutige Pfarrei St. Franziskus in Halle.

## Bauwerk
Der Grundriss der Kirche ist hexagonal angelegt. In seiner Ausprägung erscheint er jedoch mit dem Wechsel von kurzen und langen Außenmauern wie ein gleichschenkliges Dreieck, dessen Ecken gekappt sind. Die so entstandene dreieckig anmutende Raumform stellt den Bezug zur heiligen Dreieinigkeit her. Die Kirche besitzt keinen Turm. Über dem Raumzentrum ist stattdessen ein Lichtgaden mit Glockenhaus aufgesetzt.
Der Altarraum ist als separate Raumwabe in eine der Seitenmauern eingebaut und hat wiederum eine sechseckige Form, die zum Kirchenraum geöffnet ist und hier durch Säulen an den Eckpunkten fortgeführt wird. Die Säulen tragen einen sechseckigen Baldachin, der die Form eines Prismas hat. Hinter und zugleich über dem Baldachin befindet sich in der Außenwand ein großes horizontales Lichtband, das vom Kirchenraum aus nicht zu sehen ist. Bei Einfall der Sonne wird dadurch der Altarraum indirekt ausgeleuchtet.
Städtebaulich interessant wirkt die Beziehung zum unweit stehenden und wenig früher errichteten Wasserturm Süd, der die Kirche deutlich überragt und scheinbar die Rolle eines Campanile übernimmt.
Die Kirche Zur Heiligsten Dreieinigkeit ist einer der wenigen architektonisch originellen Sakralbauten, die in der Zeit experimentellen Kirchenbaus nach dem Ersten Weltkrieg in Mitteldeutschland entstanden sind.

## Orgel

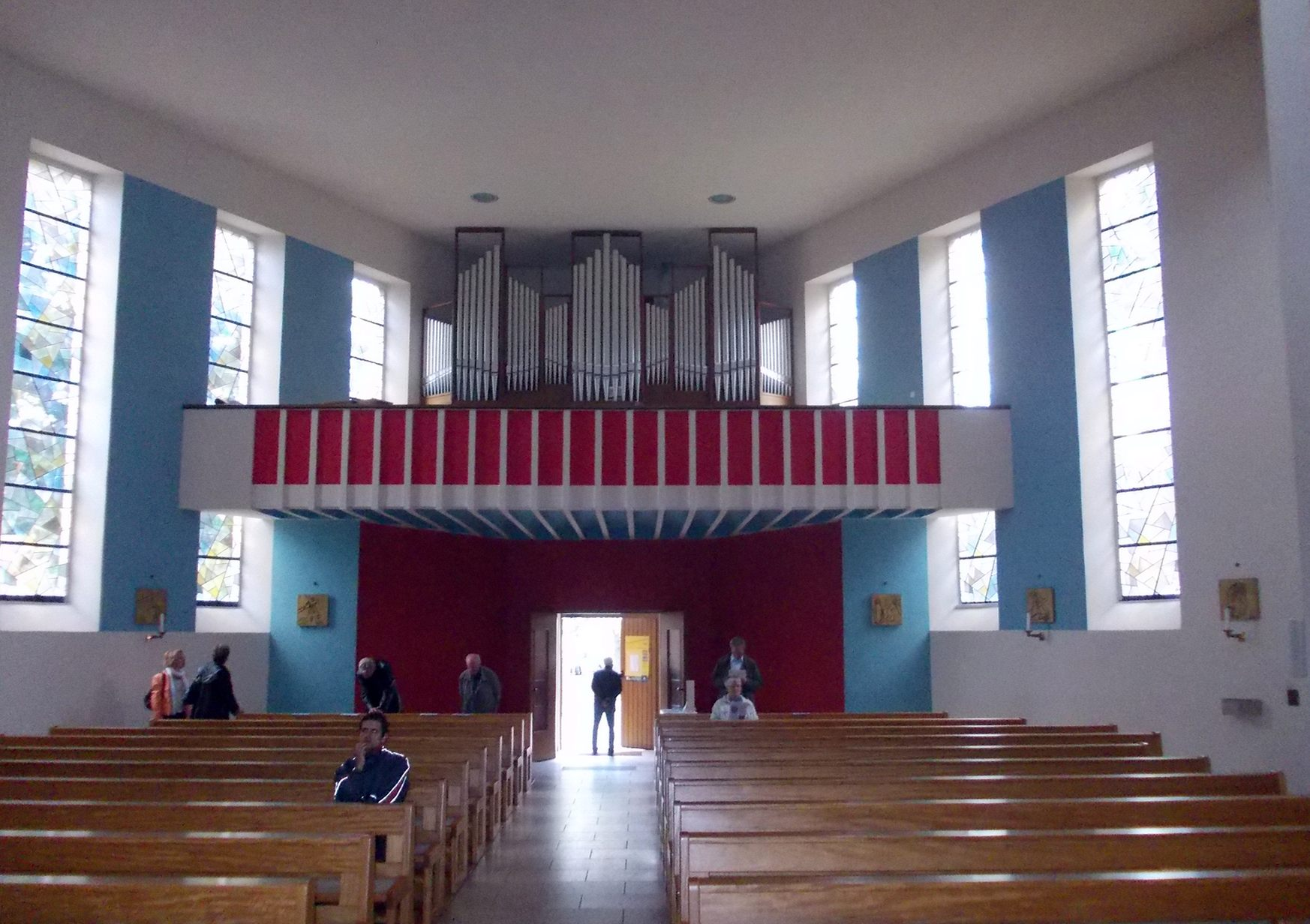
Orgel auf ihrer Empore

Die Orgel schuf 1933 die Firma Rieger Orgelbau noch als zweimanualiges Instrument. Später erfolgten dem Zeitgeschmack entsprechend mehrere Umdispositionen zum neobarocken Orgelklang hin. Im Jahr 1965 erweiterte die Firma Kühn aus Merseburg sie zur Dreimanualigkeit und stellte sie auf elektrische Traktur um. Zugleich erhielt sie damals einen neuen Spieltisch. In den Jahren 2010 bis 2011 erfuhr das Instrument eine Restaurierung bei gleichzeitiger Dispositionsänderung durch die Werkstätte Vogtländischer Orgelbau Thomas Wolf.
Das Instrument hat heute 27 Register auf drei Manualen und Pedal, zuzüglich zweier Transmissionen, und verfügt über rund 1400 Orgelpfeifen. Während Hauptwerk, Pedal und Spieltisch im Hauptgehäuse auf der Empore untergebracht sind, befindet sich das Schwellwerk im (in Richtung Empore gesehen) linken und das Positiv im rechten Pfeiler. Die Disposition der Orgel lautet:
| I Hauptwerk C–g3 |            |       |
| 1.               | Quintade   | 16′   |
| 2.               | Principal  | 8′    |
| 3.               | Hohlflöte0 | 8′    |
| 4.               | Gambe      | 8′    |
| 5.               | Octave     | 4′    |
| 6.               | Octave     | 2′    |
| 7.               | Mixtur IV  | 1 ⁄3′ |

| II Schwellwerk C–g3 |                   |        |
| 8.                  | Gemshorn          | 8′     |
| 9.                  | Lieblich Gedackt0 | 8′     |
| 10.                 | Flötenprincipal   | 4′     |
| 11.                 | Blockflöte        | 4′     |
| 12.                 | Quinte            | 2 ⁄3′  |
| 13.                 | Waldflöte         | 2′     |
| 14.                 | Terz              | 1 3⁄5′ |
| 15.                 | Mixtur III        | 1′     |
| 16.                 | Oboe              | 8′     |
|                     | Tremulant         |        |

| III Positiv C–g3 |               |    |
| 17.              | Rohrflöte     | 8′ |
| 18.              | Kleingedackt0 | 4′ |
| 19.              | Nachthorn     | 2′ |
| 20.              | Sifflöte      | 1′ |
| 21.              | Krummhorn     | 8′ |

| Pedal C–f1 |                               |     |
| Großpedal  |                               |     |
| 22.        | Subbass                       | 16′ |
|            | Bordunbass (= Transm. Nr. 1)0 | 16′ |
|            | Octavbass (= Transm. Nr. 2)   | 8′  |
| 23.        | Bassflöte                     | 4′  |

| Kleinpedal |                  |        |
| 24.        | Bassflöte        | 8′     |
| 25.        | Bassaliquote IV0 | 5 1⁄3′ |
| 26.        | Weitpfeife       | 2′     |
| 27.        | Trompete         | 8′     |

- Koppeln: Normalkoppeln II/I, III/I, III/II, I/P, II/P, III/P
- Spielhilfen:
  - 2 freie Kombinationen
  - 3 feste Kombinationen
  - Tutti
  - Rohrwerke ab
- Anmerkungen:

1. ↑  Teilrekonstruktion
2. ↑  gebrauchtes Register
3. ↑  umgesetzt aus dem Schwellwerk
4. ↑  umgesetzt aus dem Hauptwerk
5. ↑  umgesetzt aus dem Hauptwerk
6. ↑  Teilneubau
7. ↑  Teilrekonstruktion
8. ↑  neues Register

## Gemeindestruktur
Die römisch-katholische Gemeinde Zur Heiligsten Dreieinigkeit gehört zum Dekanat Halle im Bistum Magdeburg. Sie bildet heute mit den Gemeinden St. Marien in Halle, St. Albanus in Schkeuditz und St. Marien in Gröbers die Pfarrei Sankt Franziskus Halle. Die Gemeinde wird von den an der Dreifaltigkeitskirche ansässigen Franziskanern betreut.